# ژوئل برت
ژوئل برت (به فرانسوی: Joëlle Brethes) نویسنده و شاعر قرن بیستم میلادی اهل فرانسه است.